# آنگانگ-وپ
آنگانگ-وپ (به لاتین: Angang-eup) یک منطقهٔ مسکونی در کره جنوبی است.